# Hiếu Toàn Thành Hoàng hậu
Hiếu Toàn Thành Hoàng hậu (chữ Hán: 孝全成皇后, tiếng Mãn: ᡥᡳᠶᠣᠣᡧᡠᠩᡤᠠ
ᡤᡝᠮᡠᠩᡤᡝ
ᡧᠠᠩᡤᠠᠨ
ᡥᡡᠸᠠᠩᡥᡝᠣ, Möllendorff: hiyoošungga gemungge šangga hūwangheo, Abkai: hiyouxungga gemungge xangga hvwangheu; 24 tháng 3, năm 1808 - 13 tháng 2, năm 1840), là Hoàng hậu thứ hai của Thanh Tuyên Tông Đạo Quang Hoàng đế và là sinh mẫu của Thanh Văn Tông Hàm Phong Hoàng đế.
Hiếu Toàn Thành Hoàng hậu nổi tiếng là thê tử được Đạo Quang Đế sủng ái, bằng chứng chỉ vừa mang thai bà đã được tấn phong vượt cấp. Trong vòng 15 năm, bà thăng nhiều cấp trở thành Hoàng hậu chính thống, đỉnh điểm của sự thiên vị là thời điểm mãn tang Cố Hoàng hậu của bà ngắn hơn nhiều so với các Kế hoàng hậu trong lịch sử. Ngoài ra, bà còn là một trong hai Hoàng hậu của nhà Thanh sinh Hoàng đế kế vị bên cạnh Hiếu Thục Duệ Hoàng hậu.
Cái chết đột ngột của bà từng là một trong những bí ẩn lớn nhất của hậu cung nhà Thanh, hầu hết các nhận định có liên quan đến Cung Từ Hoàng thái hậu. Tuy nhiên, căn cứ theo Thanh cung y án, Hiếu Toàn Thành Hoàng hậu sau liên tiếp sinh nở đã có dấu hiệu suy sụp cơ thể, cộng thêm điều dưỡng không hiệu quả nên mới dẫn đến cái chết đột ngột khi còn trẻ.

## Gia cảnh

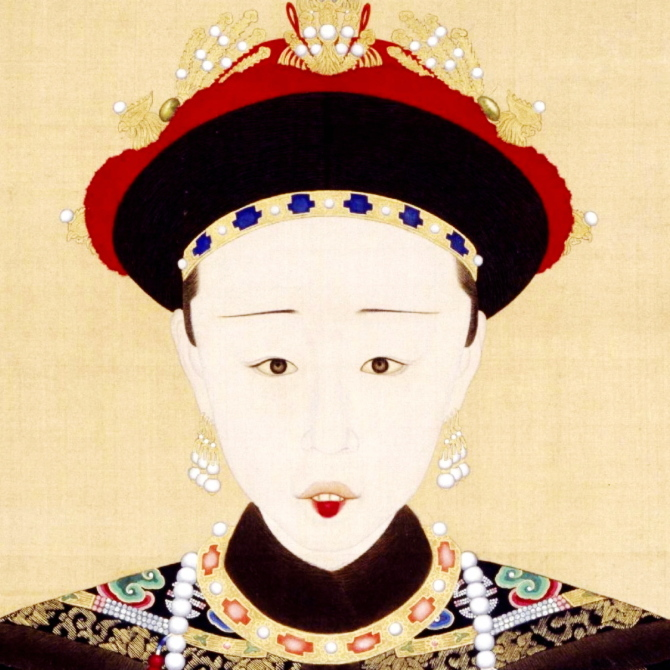
Hiếu Toàn Thành Hoàng hậu Nữu Hỗ Lộc thị

Hiếu Toàn Thành Hoàng hậu sinh ngày 28 tháng 2 (âm lịch) năm Gia Khánh thứ 13, Mãn Châu Tương Hoàng kỳ Nữu Hỗ Lộc. Dựa theo sự hiểu biết thời xưa, nhiều nhận định cho rằng bà là thân tộc của Hoằng Nghị công phủ, hậu duệ của Hoằng Nghị công Ngạch Diệc Đô. Nhưng thực tế lại không như vậy.
Dòng dõi Mãn Thanh cũng như ở Trung nguyên, trường hợp trùng họ rất nhiều, và để phân biệt thì phải lấy tên nơi phát tích, hoặc chỉ rõ là thuộc gia tộc của ai (như cách gọi Hoằng Nghị công phủ Nữu Hỗ lộc thế gia). Tỉ như Hiếu Hiền Thuần Hoàng hậu Phú Sát thị, và Triết Mẫn Hoàng quý phi đều có họ Phú Sát thị, song gia tộc của Hiếu Hiền Hoàng hậu là Sa Tế Phú Sát thị đại thế gia, còn dòng của Triết Mẫn Hoàng quý phi chỉ là một tiểu tộc. Hoằng Nghị công Ngạch Diệc Đô là thế hệ 4 đời của Tác Hòa Tế Ba Nhan (索和济巴颜), ngoài ra còn là cháu của Cát Cáp Sát Loan (噶哈察鸾), tức tổ tiên 8 đời của Hòa Thân. Gia tộc của Hiếu Toàn Thành Hoàng hậu không hề có liên quan đến hai đại gia tộc này.
Gia thế của bà ban đầu thuộc Mãn Châu Chính Hồng kỳ. Tư liệu hiện có không thể truy nguyên tổ tiên nhiều đời gia tộc của bà, nhưng nhìn chung là tương đối bình thường. Tằng tổ phụ của bà là Trú tàng Tướng quân Thành Đức (成德) thời Càn Long, xuất thân từ Kiện Duệ doanh lính vệ, nói cách khác nguyên bản là xuất thân lính lệ cấp thấp. Dưới thời Càn Long, sĩ tộc Bát kỳ đã sớm hình thành, thế gia đệ tử chủ yếu lấy môn ấm hoặc khoa cử xuất sĩ, kém cỏi nhất cũng là thông qua thi đậu Bút thiếp thức xuất sĩ, rất ít đi chọn bổ binh, càng sẽ không bị dời đến doanh trại ngoài thành tạm trấn. Xuất thân này của Thành Đức cơ bản chứng minh ông không phải là hậu duệ quan lại nhân gia. Về sau Thành Đức dần lập công binh, mới trở thành võ tướng có tiếng tăm.
Tổ phụ của Hiếu Toàn Thành Hoàng hậu tên Mục Khắc Đăng Bố (穆克登布), cũng là xuất thân binh lính, sau hi sinh tặng [Nhị đẳng Nam; 二等男], con cháu thế tước. Con của Mục Khắc Đăng Bố là Di Linh (颐龄), nguyên nhậm Trú phòng Tướng quân ở Tô Châu, sau thăng Càn Thanh môn Nhị đẳng Thị vệ, thế tập tước Nhị đẳng Nam từ cha, do vậy lấy tước hiệu xuất sĩ, nề nếp gia đình từ đó thay đổi theo hướng ngũ lữ thế gia. Mẹ bà là Ô Nhã thị, là chính thê, nhưng không rõ có hay không thuộc gia tộc của Hiếu Cung Nhân Hoàng hậu. Trong nhà bà có một người anh em trai tên Ân Tử (恩绪), về sau tập tước Nam tước, lại thêm Đầu đẳng Thị vệ (头等侍卫), trong năm Đạo Quang từng phạm án, không được yêu thích.

## Tiền trình

### Đại Thanh tần phi
Năm Đạo Quang nguyên niên (1821), triều đình mở cuộc tuyển chọn Bát Kỳ tú nữ, là Mãn Châu Bát kỳ tuyển tú lần thứ nhất dưới triều Đạo Quang Đế. Nữu Hỗ Lộc thị khi 13 tuổi đã trúng tuyển trong đợt tuyển chọn đó, cùng với Tường Quý nhân, Thường Quý nhân cùng Trân Quý nhân và Mục Quý nhân.
Bà được phong vị Quý nhân, phong hiệu là Toàn (全). Căn cứ Hồng xưng thông dụng (鸿称通用), phong hiệu "Toàn" theo Mãn ngữ là 「Gemungge」, liên hệ với 「Gemu」 nghĩa là "toàn bộ". Sang năm thứ 2 (1822), tháng 7, Nữu Hỗ Lộc thị được thăng lên hàng Tần, cư ngụ tại Thừa Càn cung. Trong các Quý nhân nhập cung thì Nữu Hỗ Lộc thị khi ấy là người duy nhất trực tiếp thăng Tần. Nhưng không rõ vì lý do gì mà không làm lễ sách phong cho bà, cơ hồ là có đãi ngộ Tần vị, sau sang năm thăng lên làm Phi.
Năm Đạo Quang thứ 3 (1823), ngày 12 tháng 2 (tức 24 tháng 3 dương lịch), chiếu tấn Toàn tần làm Toàn phi (全妃). Ngày 25 tháng 11, lấy Hiệp bạn Đại học sĩ Hộ bộ Thượng thư Anh Hòa (英和) làm Chính sứ, Nội các Học sĩ Dịch Kinh (奕经) làm Phó sứ, tuyên Toàn phi sách phong lễ.

### Thụ phong Quý phi
Năm Đạo Quang thứ 4 (1824), đầu mùa hạ, Toàn phi mang thai. Ngày 10 tháng 8, tuyên tấn phong làm Toàn Quý phi (全貴妃) và chuyển đến Cảnh Nhân cung. Vào ngày 20 tháng 2 (tức 8 tháng 4 dương lịch) năm thứ 5 (1825), giờ Dần, Toàn Quý phi hạ sinh Hoàng tam nữ. Dù chỉ là Công chúa thứ xuất, Đạo Quang Đế vẫn rất hoan hỉ, đối với Tường tần hạ sinh Hoàng nhị nữ trước đó cực khác biệt. Một tháng sau, ngày 13 tháng 4 (tức 30 tháng 5 dương lịch), lấy Hiệp bạn Đại học sĩ Hộ bộ Thượng thư Anh Hòa làm Chính sứ, Lễ bộ Tả thị lang Uông Thủ Hòa (汪守和) làm Phó sứ, hành Quý phi sách phong lễ.

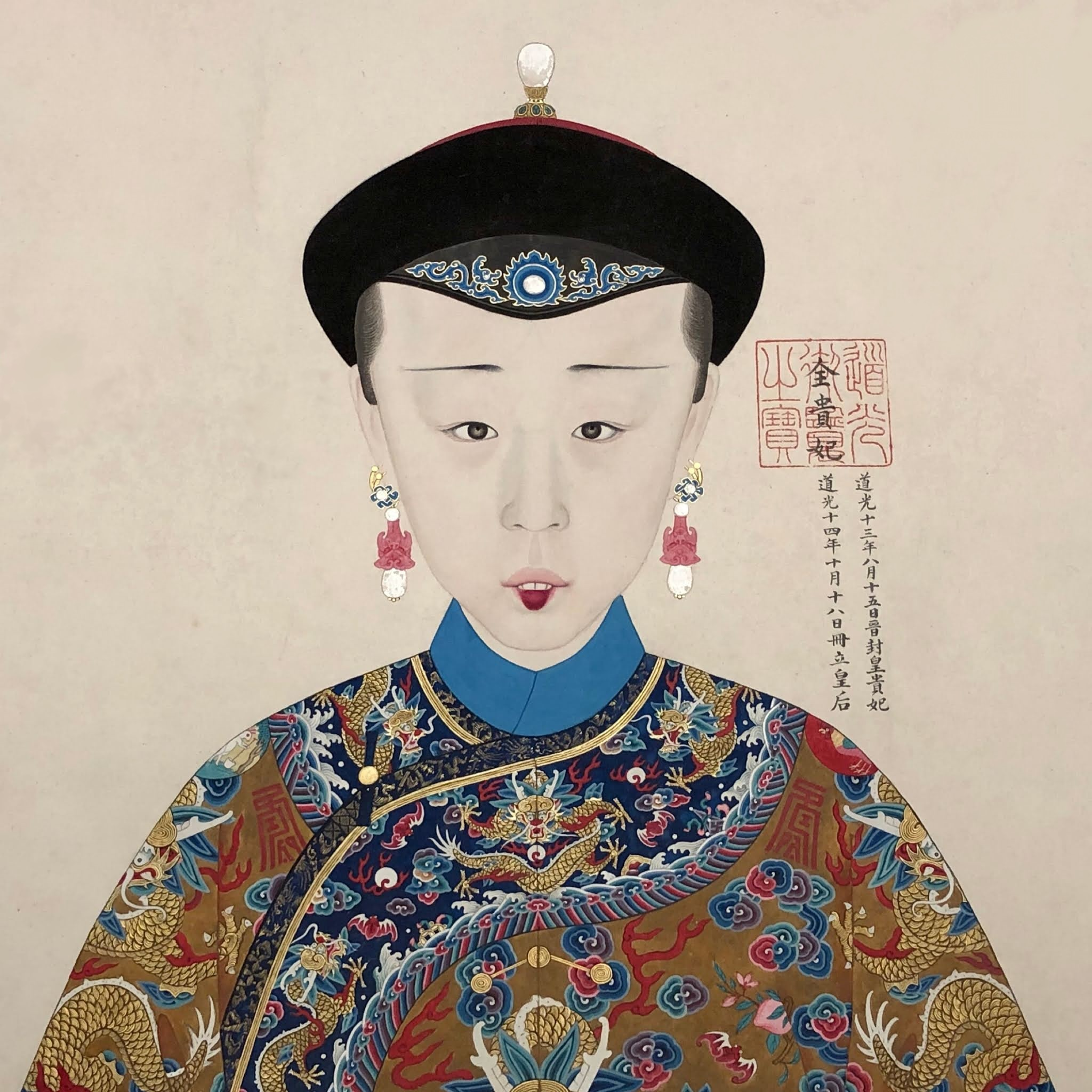
Toàn Quý phi Nữu Hỗ Lộc thị

Năm Đạo Quang thứ 6 (1826), ngày 6 tháng 4 (tức 12 tháng 5 dương lịch), giờ Dậu, Toàn Quý phi Nữu Hỗ Lộc thị hạ sinh Hoàng tứ nữ, tức Cố Luân Thọ An Công chúa. Năm thứ 11 (1831), ngày 9 tháng 6 (tức 17 tháng 7 dương lịch), giờ Sửu, bà lại hạ sinh Hoàng tứ tử Dịch Trữ, tương lai là [Hàm Phong Đế].

### Hoàng quý phi
Năm Đạo Quang thứ 13 (1833), ngày 15 tháng 8 (tức 28 tháng 9 dương lịch), Đạo Quang Đế dụ Nội các, chiếu tấn Toàn Quý phi Nữu Hỗ Lộc thị làm Hoàng quý phi. Bên cạnh đó, Đạo Quang Đế án theo Thanh Cao Tông Kế Hoàng hậu khi xưa, gọi Nữu Hỗ Lộc thị là Nhiếp lục cung sự Hoàng quý phi (攝六宮事皇貴妃). Chỉ dụ cụ thể:
- [癸丑。谕内阁、奉皇太后懿旨。全贵妃钮祜禄氏、著晋封为皇贵妃。一切服色车舆。俱著查照大清会典则例服用。并著摄六宫事。于明年十月举行册后。典礼。各该衙门豫期查例具奏。]
- Quý Sửu. Dụ Nội các. Phụng Hoàng thái hậu ý chỉ, Toàn Quý phi Nữu Hỗ Lộc thị, nay tấn phong Hoàng quý phi. Các phục sắc xe kiệu, đều ấn theo Đại Thanh hội điển tắc lệ mà phục dựng. Lại ban cho quyền Nhiếp lục cung sự. Vào tháng 10 sang năm cử hành đại điển sách lập Hoàng hậu. Điển lễ, các nha môn tra theo lệ cũ mà tấu trình.

Khi ấy, Nữu Hỗ Lộc thị trên danh nghĩa là Hoàng quý phi, nhưng thực tế đã có đãi ngộ Hoàng hậu, thừa hành "Nhiếp chính mọi việc của lục cung" như Kế Hoàng hậu Na Lạp thị năm xưa. Tuy nhiên, bà không hưởng lễ sách lập như Na Lạp thị năm ấy, mà dự định tháng 10 sang năm tiến hành đại lễ luôn đại điển sách lập Hậu. Về mặt chính thức, vì Nữu Hỗ Lộc thị chưa nhận lễ sách phong như Na Lạp thị, nên sách văn chỉ ghi bà là "Hoàng quý phi" chứ không phải ["Hoàng quý phi Nhiếp lục cung sự"].
Bà là một trong ba vị Hoàng quý phi nhà Thanh được trao quyền thống lĩnh hậu cung như một Hoàng hậu chân chính bên cạnh Hiếu Ý Nhân Hoàng hậu và Kế Hoàng hậu Na Lạp thị. Ngoài ra, bà cũng là một trong ba vị được tấn phong Hoàng quý phi để kế nhiệm Hoàng hậu bên cạnh Kế Hoàng hậu Na Lạp thị và Hiếu Hòa Duệ Hoàng hậu.

### Đại Thanh Hoàng hậu
Năm Đạo Quang thứ 14 (1834), ngày 18 tháng 10, lấy Văn Hoa điện Đại học sĩ Trường Linh (长龄) làm Chính sứ, Lễ bộ Thượng thư Dịch Hạo (奕颢) làm Phó sứ, sách lập Hoàng quý phi  Nữu Hỗ Lộc thị làm Hoàng Hậu, cư ngụ tại Chung Túy cung khi đó bà mới chỉ 26 tuổi. Chiếu cáo thiên hạ.

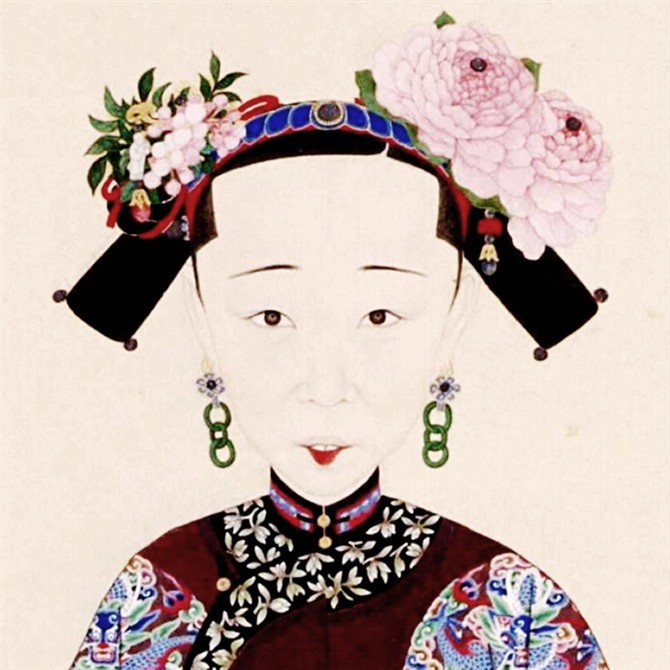
Hoàng hậu Nữu Hỗ Lộc thị

Thời điểm đăng quang của Hoàng hậu cho thấy sự thiên vị rõ rệt mà Đạo Quang Đế dành cho bà. Trong lịch sử nhà Thanh, các vị Kế hoàng hậu thường phải để tang Hoàng hậu quá cố ít nhất 27 tháng (như trường hợp của Thanh Cao Tông Kế Hoàng hậu và Hiếu Hòa Duệ Hoàng hậu), riêng Nữu Hỗ Lộc thị nhận lễ sách phong ngay tháng 10 năm 1834, tính ra chỉ vỏn vẹn hơn 16 tháng kể từ khi Hiếu Thận Thành Hoàng hậu băng thệ (tháng 4 năm 1833). Điều này không hợp với tiền lệ, sử sách cũng không lý giải nguyên nhân, chỉ có thể kết luận Đạo Quang Đế vì quá thương yêu bà mà dẫn đến sự khẩn trương này.
Khi này, gia tộc của Hoàng hậu chính thức nhập vào Mãn Châu Tương Hoàng kỳ. Cha bà Di Linh được tặng [Nhất đẳng Thừa Ân hầu; 一等承恩侯], sau đó được nâng lên thành [Tam đẳng Thừa Ân công; 三等承恩公]. Sang năm (1835), con gái trưởng của bà là Hoàng tam nữ qua đời vì đậu mùa, tặng làm Cố Luân Đoan Thuận công chúa.

## Qua đời
Năm Đạo Quang thứ 20 (1840), ngày 11 tháng 1 (âm lịch), giờ Sửu, Nữu Hỗ Lộc Hoàng hậu qua đời tại Viên Minh Viên, hưởng thọ 31 tuổi. Đạo Quang Đế nghe tin Hoàng hậu băng thệ, lập tức đến xem, Cung Từ Hoàng thái hậu sau đó cũng đến. Sau khi liệm, kim quan của Hoàng hậu được tạm quàn ở Đạm Hoài đường (澹怀堂), chính điện của Trường Xuân viên (長春園).
Lễ tang của bà được tổ chức rất long trọng. Hoàng đế chỉ dụ lấy Huệ Thân vương Miên Du, Tổng quản Nội vụ phủ Đại thần Dụ Thành (裕诚), Lễ bộ Thượng thư Khuê Chiếu (奎照), Công bộ Thượng thư Liêu Hồng Nguyên (廖鸿荃) làm Tổng lý quốc tang đại thần. Sau Chiến tranh nha phiến, quốc khố không nhiều, Đạo Quang Đế thường ngày tiết kiệm vẫn trịnh trọng tổ chức lễ tang lớn cho bà. Ông đổi mặc áo trường bào quái màu xanh trong vòng 13 ngày. Từ ngày 11 đến 23, trong vòng 13 ngày, Hoàng đế tự mình mỗi ngày đến trước linh cữu của Hoàng hậu mà tưới rượu. Ngày 17, Hoàng thái hậu đến linh cữu tưới rượu. 
Ngày 17 tháng 1, Hoàng đế ra chỉ dụ tán thưởng Đại Hành Hoàng hậu:"Quyến huy âm chi phi trứ, hàm ngưỡng di quy; nghi 媺 thụy chi sùng gia, thức chiêu mậu điển. Niệm tự nhập cung y thủy, tức triệu tích dĩ gia danh; hất hồ chính vị dĩ lai, tuân khắc phù hồ thật hành. [Phụng từ vi nhi thành thuận Hiếu, bỉnh thục đức nhi trứ thuần Toàn]. Duy "Hiếu Toàn" nhị tự chi huy xưng, cai Hoàng hậu nhất sinh chi ý phạm". Từ câu nói này, Hoàng đế tự mình truy phong thụy hiệu cho Hoàng hậu là [Hiếu Toàn Hoàng hậu; 孝全皇后], là chính do Đạo Quang Đế kê bút đặt định. Ngày 23 tháng 1, Đạo Quang Đế đến trước linh cữu Hoàng hậu tưới rượu, cởi phục. Cũng trong ngày này, kim quan của Hiếu Toàn Hoàng hậu được đưa đến Kiến Đức điện (观德殿) ở Cảnh Sơn.
Ngày 1 tháng 4 cùng năm, cử hành sách thụy lễ. Đạo Quang Đế thăng phụ Thái Hòa môn, mệnh Duệ Thân vương Nhân Thọ (仁寿) làm Chính sứ, Di Thân vương Tải Viên (载垣) làm Phó sứ, tê sách bảo, nghệ Kiến Đức điện, sách thụy Đại Hành hoàng hậu Nữu Hỗ Lộc thị thụy hiệu Hiếu Toàn Hoàng hậu. Chiếu cáo thiên hạ.

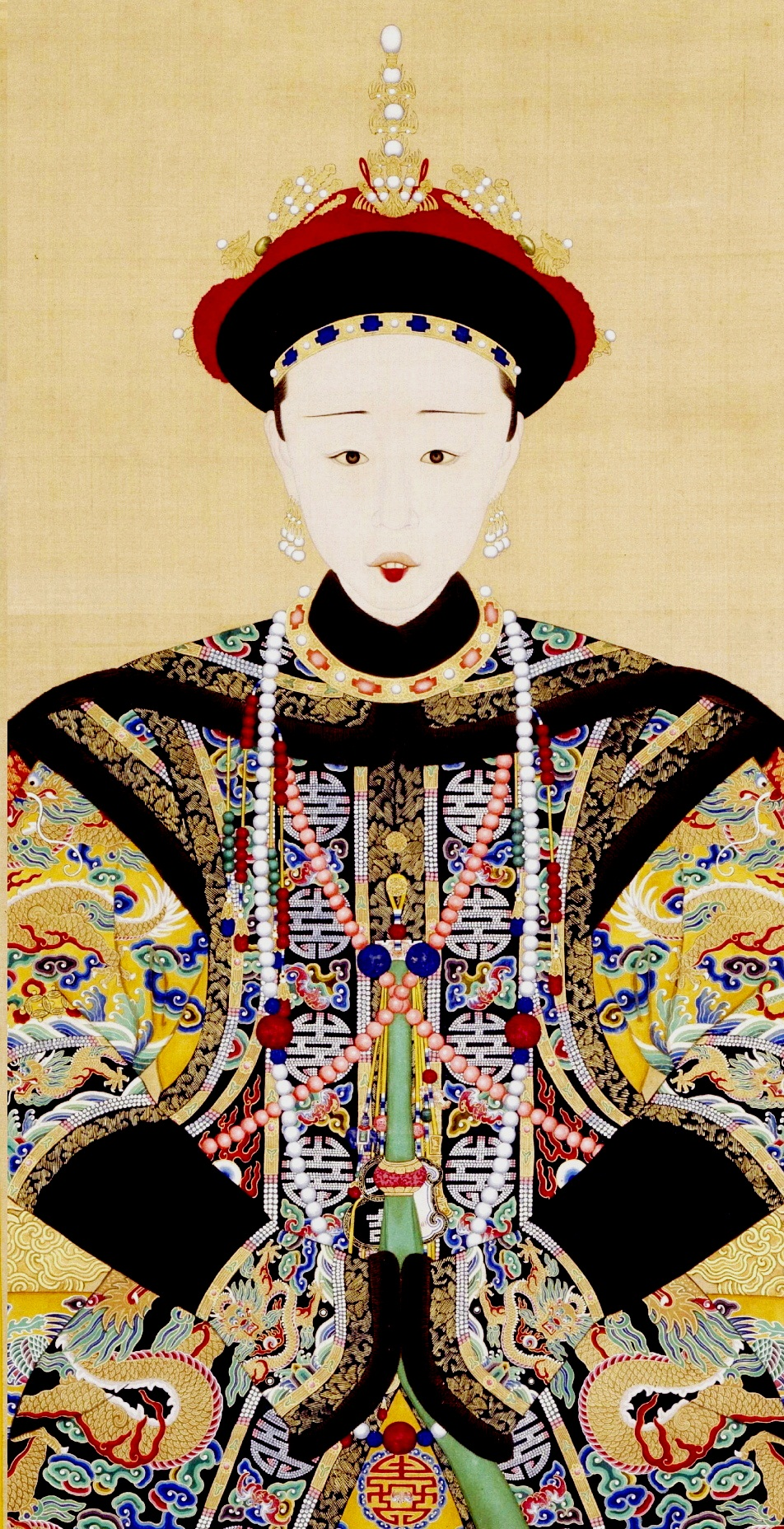
Hiếu Toàn Hoàng hậu triều phục

Ngày 27 tháng 10 (âm lịch), kim quan của Hiếu Toàn Hoàng hậu được đưa đến Thanh Tây lăng. Ngày 3 tháng 11, đến Long Tuyền dục, đỗ ở Long Ân điện (隆恩殿). Ngày 4 tháng ấy, Đạo Quang Đế từ kinh sư khởi loan đến Tây lăng, tham gia "Vĩnh an đại điển" của Hiếu Toàn Hoàng hậu. Sau khi bái yến các lăng theo thông lệ, Hoàng đế lại đến trước kim quan của Hiếu Toàn Hoàng hậu tưới rượu. Ngày 9 tháng 11, phụng an Mộ lăng (慕陵). Giờ Dần, Hoàng đế vào địa cung quyết biệt Hiếu Toàn Hoàng hậu, ngay sau đó đưa thần bài nhập Long Ân điện. Ngày 9 tháng 12, thăng phụ thần vị của Hiếu Toàn Hoàng hậu lên Phụng Tiên điện, trước đó một ngày cử hành tế cáo, Hoàng đế đích thân cử hành.
Năm Đạo Quang thứ 30 (1850), ngày 22 tháng 9, Hàm Phong Đế dâng thụy hiệu, toàn xưng Hiếu Toàn Từ Kính Khoan Nhân Đoan Khác Phù Thiên Đốc Thánh Thành Hoàng hậu (孝全慈敬寬仁耑愨符天篤聖成皇后). Từ đây, bà được gọi là [Hiếu Toàn Thành Hoàng hậu]. Năm Hàm Phong thứ 2 (1852), ngày 7 tháng 3, Tân Hoàng đế đưa thần vị của Hiếu Mục Thành Hoàng hậu, Hiếu Thận Thành Hoàng hậu và Hiếu Toàn Thành Hoàng hậu lên Thái Miếu, tế cáo đầy đủ.
Về sau, các triều Đồng Trị và Quang Tự đều dâng thêm thụy hiệu cho bà, toàn bộ là: Hiếu Toàn Từ Kính Khoan Nhân Đoan Khác An Huệ Thành Mẫn Phù Thiên Đốc Thánh Thành Hoàng hậu (孝全慈敬寬仁耑愨安惠誠敏符天篤聖成皇后).

## Lý giải cái chết

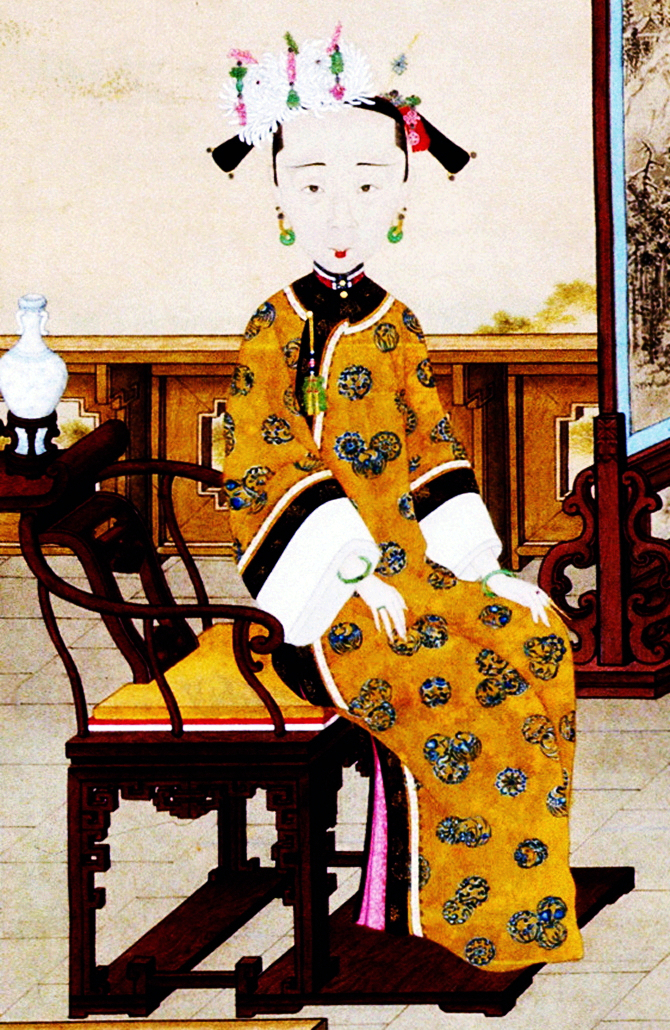
Hiếu Toàn Hoàng hậu trong Hỉ Dật Thu đình đồ (喜溢秋庭图).

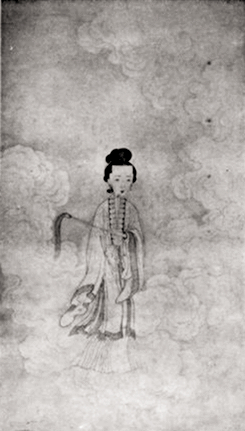
Hình tượng Hiếu Toàn Hoàng hậu trong Hiếu Toàn Hoàng hậu hành lạc đồ (孝全成皇后行乐图).

### Thẹn mà tự tử
Hiếu Toàn Thành Hoàng hậu Nữu Hỗ Lộc thị lớn lên tại Tô Châu, là địa bàn mà cha bà phòng ngự. Tác giả Thanh cung từ (清宫词) ghi lại rằng bà rất thông tuệ, giỏi nhiều thứ đặc biệt là thơ ca và thư pháp. Bà từ Quý nhân nhanh chóng trở thành Hoàng hậu, để rồi đột ngột qua đời khi chưa ở ngôi được 10 năm. Cái chết của bà khiến nhiều sử gia rất nghi ngờ và đặt ra nhiều giả thuyết, từng là một đề tài nóng của giới sử gia. Một trong những thuyết về cái chết của bà nói rằng bà vì hổ thẹn mà tự sát.
Hiếu Toàn Thành Hoàng hậu sau khi vào cung, nhanh chóng trở thành Hoàng hậu, nắm chủ hậu cung, tuy có được ân sủng tuyệt đối của Đạo Quang Đế, nhưng phía trên hậu cung còn có Cung Từ Hoàng thái hậu Nữu Hỗ Lộc thị, mẹ kế của Đạo Quang Đế, là một người rất nghiêm khắc và quy củ. Sách Thanh cung từ có nói qua về hành trạng của bà. Ngoài mô tả cuộc sống của bà ở Tô Châu, còn nói đến rằng cái chết của bà có nhiều điều quỷ dị và gây xôn xao lúc bấy giờ. Trong đó có một câu:
| “ | Như ý đa nhân thiểu tiểu liên, Nghĩ nôi chậm độc triệu đương diên, Ôn Thành quý sủng thương bàn thủy, Thiên ngữ thân bao hữu hiếu toàn。 | ” |

Tác giả nguyên chú: "Hiếu Toàn Hoàng hậu từ Hoàng quý phi nhiếp lục cung sự, toàn chính trung cung. Mấy năm sau thì bạo băng, việc nhiều bí ẩn. Lúc đó Cung Từ Hoàng thái hậu ở trên, gia pháp nghiêm ngặt, Tuyên Tông cũng không dám trái mệnh".
Cứ vào thơ hàm ý, Hiếu Toàn Thành Hoàng hậu là do uống rượu trong bữa tân niên mà bạo băng. Còn "Ôn Thành quý sủng thương bàn thủy", ý câu này nhắc lại chuyện của Ôn Thành Hoàng hậu Trương thị của Tống Nhân Tông. Khi đó Trương phi cậy sủng sinh kiêu. Và câu thơ còn liên hệ tới sự kiện vào năm Khánh Lịch thứ 8 (1048), trong cung đại hỏa, Tào Hoàng hậu dẫn cung nhân dập lửa, hầu như ám chỉ Cung Từ Thái hậu. Sử chép rằng Trương phi ỷ sủng sinh kiêu, từng can thiệp triều chính, từng do đó xin tước quan cho bá phụ Trương Nghiêu Tá. Có lẽ rằng, cha của Hiếu Toàn Thành Hoàng hậu là Di Linh từng hướng Đạo Quang Đế cầu quan, có lẽ đã bị Cung Từ Thái hậu trách cứ, Hoàng hậu hổ thẹn mà uống độc chết. Chân tướng đến tột cùng như thế nào, không có người dám lại truy tra, chỉ có thể không giải quyết được gì.

### Bị Thái hậu bức chết

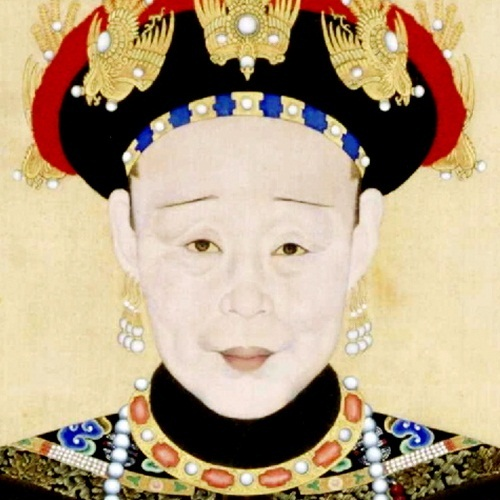
Cung Từ Hoàng thái hậu

Thanh triều dã sử đại quán (清朝野史大觀) dẫn ra giả thiết bà vì mưu hại Dịch Hân, con trai của Hiếu Tĩnh Thành Hoàng hậu nên bị Cung Từ Thái hậu buộc tự sát. Lại có thuyết nói, bà từng tính toán sinh con trước Tường phi, hòng có thể đạt ngôi Hoàng hậu, có người cấp báo Cung Từ Thái hậu khiến Thái hậu giận dữ, buộc Hoàng hậu tự sát.
Hầu hết các thuyết đều hướng Cung Từ Thái hậu ban chết Hiếu Toàn Thành Hoàng hậu. Tương truyền, Đạo Quang năm thứ 15 (1835), Cung Từ Thái hậu đại thọ 60 tuổi, vì muốn làm vui lòng Thái hậu, Đạo Quang Đế tự sáng tác "Hoàng thái hậu lục tuần thọ tụng" 10 quyển, tại Thọ Khang cung và Kỷ Xuân viên luôn tụng thành mừng thọ. Hoàng hậu vì muốn làm hài lòng Hoàng đế và Thái hậu, cũng đến xem náo nhiệt. Vốn là người biết chữ, giỏi thi thơ, Hoàng hậu tự tay viết “Cung hòa ngự thi thập chương” rồi dâng lên Thái hậu. Vài ngày sau, Hoàng đế đến Thái hậu cung thỉnh an, có hỏi qua chuyện cũ, Thái hậu chỉ nói: "Hoàng hậu mẫn tuệ hơn người, không khỏi đáng tiếc.". Đạo Quang Đế thấy lời nói kì lạ, hỏi nguyên do, thì Thái hậu nói: “Phụ nữ lấy đức làm trọng, đức hậu mới có thể tái phúc, nếu ỷ vào một chút tài nghệ khoe khoang, khủng không phải người có phúc.”. Ngụ ý tức là “Nữ tử không tài mới là đức”. Đạo Quang Đế sủng ái Hoàng hậu, không để trong lòng. Nhưng trong cung đồn thổi, liền đến tai Hoàng hậu. Hoàng hậu cho rằng mình là Nhất quốc chi mẫu, lại sinh hạ Hoàng tử, tương lai chắc chắn là Hoàng thái hậu, sao Thái hậu lại có thể xem thường, bèn bực bội không vui. Từ đó Hoàng hậu đến Thọ Khang cung thỉnh an cũng không câu nệ, lời nói có ý châm chọc, Cung Từ Thái hậu xuất thân cao, quen xu nịnh, nay không thể chịu được, mối quan hệ giữa hai người cũng bất hòa.
Đạo Quang năm thứ 19 (1839), Hoàng hậu nhiễm chút phong hàn, Cung Từ Thái hậu đại giá đến thăm hỏi. Sau khi khỏi, Hoàng hậu tự mình đi liễn kiệu đến Thọ Khang cung tạ ơn, mẹ chồng nàng dâu hai người thật sự vui vẻ, quan hệ tựa hồ chuyển biến tốt đẹp. Qua mấy ngày, Thái hậu tặng cho Hoàng hậu một lọ rượu, Hoàng hậu uống xong cách ngày thì bạo băng. Bởi như vậy, đa phần các thuyết nói Cung Từ Thái hậu là thủ phạm lớn nhất giết hại Hoàng hậu, nhưng không cách nào khảo chứng xác đáng.

### Di chứng sinh nở
Căn cứ Ký lục của bệnh án Thanh cung, Hiếu Toàn Thành Hoàng hậu lần đầu có thai không phải Cố Luân Đoan Thuận Công chúa. Bà vào cung không lâu lại lập tức có thai, nên mới có chuyện được phong Phi vào năm Đạo Quang thứ 3 (1823), nhưng cũng trong lúc này thì bị sẩy thai. Mãi hai năm sau, bà mới sinh ra Cố Luân Đoan Thuận Công chúa cùng Cố Luân Thọ An Công chúa và Hàm Phong Đế. Nhưng từ đó thân thể bà không ổn, cũng là do lần sẩy thai đầu tiên, luôn là "hàn thấp hạ chú, kinh đái đẳng bệnh", cho thấy khi đó thân thể bà đã có tổn thương lớn.
Các suy đoán đều hướng Cung Từ Thái hậu ban chết Hiếu Toàn Thành Hoàng hậu, thực tế cứ theo Thanh cung bệnh án thì khi sinh ra Hàm Phong Đế vào năm Đạo Quang thứ 11 (1831), dù còn rất trẻ nhưng bà đã sớm có những biểu hiện tàn hại cơ thể, thân hình gầy ốm, thiếu sức sống. Đặc biệt là chứng thường xuyên tắt kinh nguyệt, cho thấy thận khí suy kiệt chứng bệnh rất trầm trọng. Sau khi sắc lập Hoàng hậu, thì con gái Cố Luân Đoan Thuận Công chúa mất vì đậu mùa, rất có khả năng sự u buồn cũng góp phần tàn phá cơ thể của bà.
Thanh thực lục ghi chép vào năm Đạo Quang thứ 19 (1839), Đạo Quang Đế thường xuyên đi thăm bệnh của bà, chứng minh lúc ấy Hiếu Toàn Thành Hoàng hậu bệnh tình đã tương đối nghiêm trọng. Sang năm thứ 20 (1840), ngày 4 tháng giêng, Đạo Quang Đế di cư Viên Minh Viên, Cung Từ Thái hậu di cư Kỷ Xuân Viên, thì ngày 6 Hiếu Toàn Thành Hoàng hậu đột nhiên bệnh chuyển nghiêm trọng. Đạo Quang Đế đến Kỷ Xuân Viên thỉnh Hoàng thái hậu lập tức đến thăm Hoàng hậu. Đã tới nỗi phụng Hoàng thái hậu đến coi bệnh, chứng tỏ bệnh tình Hoàng hậu đã nguy kịch. Cuối cùng vào ngày 11, giờ Sửu, Hiếu Toàn Thành Hoàng hậu băng thệ. Tư liệu đều biểu hiện, Hiếu Toàn Thành Hoàng hậu đều không phải là là lập tức đột nhiên tử vong, mà là có mấy tháng quá trình.

## Hậu duệ
1. Đoan Thuận Cố Luân Công chúa [端順固倫公主; 8 tháng 4, năm 1825 - 27 tháng 12, năm 1835]. Qua đời khi lên 10 tuổi
2. Thọ An Cố Luân Công chúa [壽安固倫公主; 12 tháng 5, năm 1826 - 23 tháng 4, năm 1860], thành thân với Đức Mục Sở Khắc Trát Bố (德穆楚克扎布), con trai của Nại Man bộ Quận vương A Hoàn Đô Ngoã Đệ Trát Bố (阿完都瓦第扎布) cai quản vùng Nại Man.
3. Hoàng tứ tử Dịch Trữ [奕詝], tức Thanh Văn Tông Hàm Phong Hoàng đế.

## Trong văn hóa đại chúng
| Năm  | Phim ảnh truyền hình                             | Diễn viên      | Nhân vật                               |
| 1987 | 《Mãn Thanh thập tam hoàng triều chi Đạo Quang》 | Thái Thiện Như | Toàn phi                               |
| 1997 | 《Đạo Quang bí sử》                              | Viên Vịnh Nghi | Hiếu Toàn Thành Hoàng hậu              |
| 2006 | 《Đại Thanh hậu cung》                           | Phó Nghệ Vỹ    | Nữu Hỗ Lộc Tú Tâm/ Toàn phi/ Hoàng hậu |
| 2006 | 《Nhất sinh vị nô》                              | Đới Xuân Vinh  | Hiếu Toàn Thành Hoàng hậu              |
| 2011 | 《Vạn Phụng Chi Vương》                          | Tuyên Huyên    | Nữu Hỗ Lộc Y Lan                       |